# Neil Gaiman
Neil Richard MacKinnon Gaiman (* 10. listopadu 1960 Portchester, Anglie, Spojené království) je britský spisovatel se zaměřením na sci-fi a fantasy.

## Životopis
Gaimanova rodina, byť to byli rodilí Britové, má polsko-židovské kořeny. Pradědeček Neila Gaimana emigroval z Antverp a jeho dědeček se konečně usadil ve městě Portsmouth. Gaimanovi rodiče inklinovali k scientologii, sám Gaiman ovšem toto přesvědčení nevyznává.
Neil Gaiman prý uměl číst už ve čtyřech letech a byl vášnivým čtenářem. První kniha, kterou kdy četl, byl Pán prstenů ze školní knihovny (tehdy jen první dva díly, třetí neměli). K sedmým narozeninám dostal sérii Letopisy Narnie. Jinou jeho oblíbenou četbou v dětství byla Alenka v říši divů.
V roce 1983 se Gaimanovi a jeho partnerce Mary McGrath narodil první syn Michael. V březnu 1985 se Gaiman s Mary oženil a v témže roce se jim narodila dcera Holly (manželům se narodila ještě jedna dcera, Madeleine, 1994). Tehdy začal novinář Gaiman psát své první povídky a fejetony pro pánské časopisy. V roce 1987 ve spolupráci s Davem McKeanem vydal Gaiman komiks Černá orchidej, zpracovávající umělečtějším a psychologizovanějším způsobem osudy stejnojmenné hrdinky spadající pod DC Comics. Po úspěchu přesvědčil redaktor Gaimana, aby si vybral další méně známou postavu z tohoto komiksového univerza a spisovatel sáhl po Sandmanovi; tato volba vedla ke stvoření přelomového komiksu Sandman, jenž vycházel mezi lety 1989 a 1996.
Gaiman s rodinou opustil Británii a v roce 1992 se usadili ve Wisconsinu. S Mary se nakonec, po dlouhém odloučení, v roce 2008 rozvedl. Sám Gaiman se zatím stal populárním autorem díky knihám jako Nikdykde (1996) nebo Hvězdný prach (1999). V románu Američtí bohové (2001) se vzdálil od své do té doby oblíbené kratší formy a na prostoru románu představil čerstvý pohled na americkou kulturu a střet evropských a amerických literárních, kulturních a náboženských prvků. Stal se také jednou z prvních celebrit, která se svými fanoušky navázala bližší kontakt prostřednictvím sociálních sítí. Od roku 2008 byl činný na síti Twitter, kde získal miliony sledujících. Stal se rovněž známým svou svou neúnavnou činností pro popularizaci žánrů komiksu, fantasy a dětské literatury a ve prospěch sociální spravedlnosti.
V červnu 2009 oficiálně potvrdil svůj vztah s Amandou Palmer, zpěvačkou kapely The Dresden Dolls, a 3. ledna 2011 se s ní oženil. Na počest tohoto aktu přijal do svého jména „MacKinnon“. V listopadu 2022 dvojice oznámila rozvod. Podrobnosti se rozhodli nezveřejňovat, aby ochránili soukromí svého sedmiletého syna Anthonyho (Ashe).

### Obvinění ze sexuálního násilí
V červenci 2024 obvinily čtyři ženy Neila Gaimana ze sexuálního násilí, přičemž informaci přinesl web Tortoise Media. Gaiman připustil, že s ženami měl styk, tvrdil však, že byl dobrovolný. V následujících měsících se objevovaly další výpovědi o spisovatelových sexuálních útocích a zneužívání. V lednu 2025 časopis New York Magazine přinesl shrnutí svědectví celkem osmi žen. Podle některých výpovědí měl Gaiman vyhledávat již dříve v minulosti sex se svými mladými fanynkami, přičemž spisovatel se bez předchozí domluvy choval násilnicky či sadisticky, ženy tloukl a ponižoval, což pro něj měl být jediný schůdný způsob uspokojení; Gaimanův právní zástupce jej hájil tvrzením, že šlo o dobrovolný BDSM sex. Některé ženy uvedly, že byly Gaimanem znásilněny; Gaiman měl ženy také ponižovat a nutit je olizovat podlahu či tělesné výměšky. Ve většině případů se jednalo o jeho fanynky nebo zaměstnankyně, mladé (nejmladší bylo 18 let) a často ve zranitelném nebo podřízeném postavení, bez opory v rodině či vlastního bydlení.
Mlčení napadaných žen si spisovatel zajišťoval také pomocí NDA (dohod o mlčenlivosti) a za použití svého bohatství a postavení uznávaného spisovatele, který ve svých textech tematizuje také otázky ženských a menšinových práv. K některým útokům mělo dojít v přítomnosti syna Ashe, kterému v té době bylo méně než 8 let, a Gaiman byl údajně pobaven, když také dítě označovalo znásilňovanou ženu za otrokyni. Skandál zasáhl rovněž Gaimanovu bývalou manželku Amandu Palmer. Přestože se prezentovala jako zastánkyně žen, činy svého manžela přehlížela a kryla. Poškozené, které se jí se svými zkušenostmi svěřovaly, podle jejich tvrzení odbývala a zpochybňovala, a odmítala spolupracovat s policií.

## Charakteristika tvorby
Slávu si získal scénáři ke komiksům Sandman, který vypráví příběhy členů rodiny Věčných (Smrt, Osud, Sen, Touha…), hlavně osud Oneira, jinak též Morfea, pána říše snů. První díl se jmenuje Preludia a nokturna, druhý Domeček pro panenky. V roce 1996 napsal scénář k televiznímu seriálu Nikdykde a stejnojmennou knihu vycházející ze seriálu. Nikdykde je příběh jednoho vcelku obyčejného obyvatele Londýna, který pomůže dívce, kterou najde zraněnou na ulici, následkem čehož ztratí svůj stávající život, když se propadne do Podlondýna, světa zvláštních bytostí a tak trochu i kouzel.

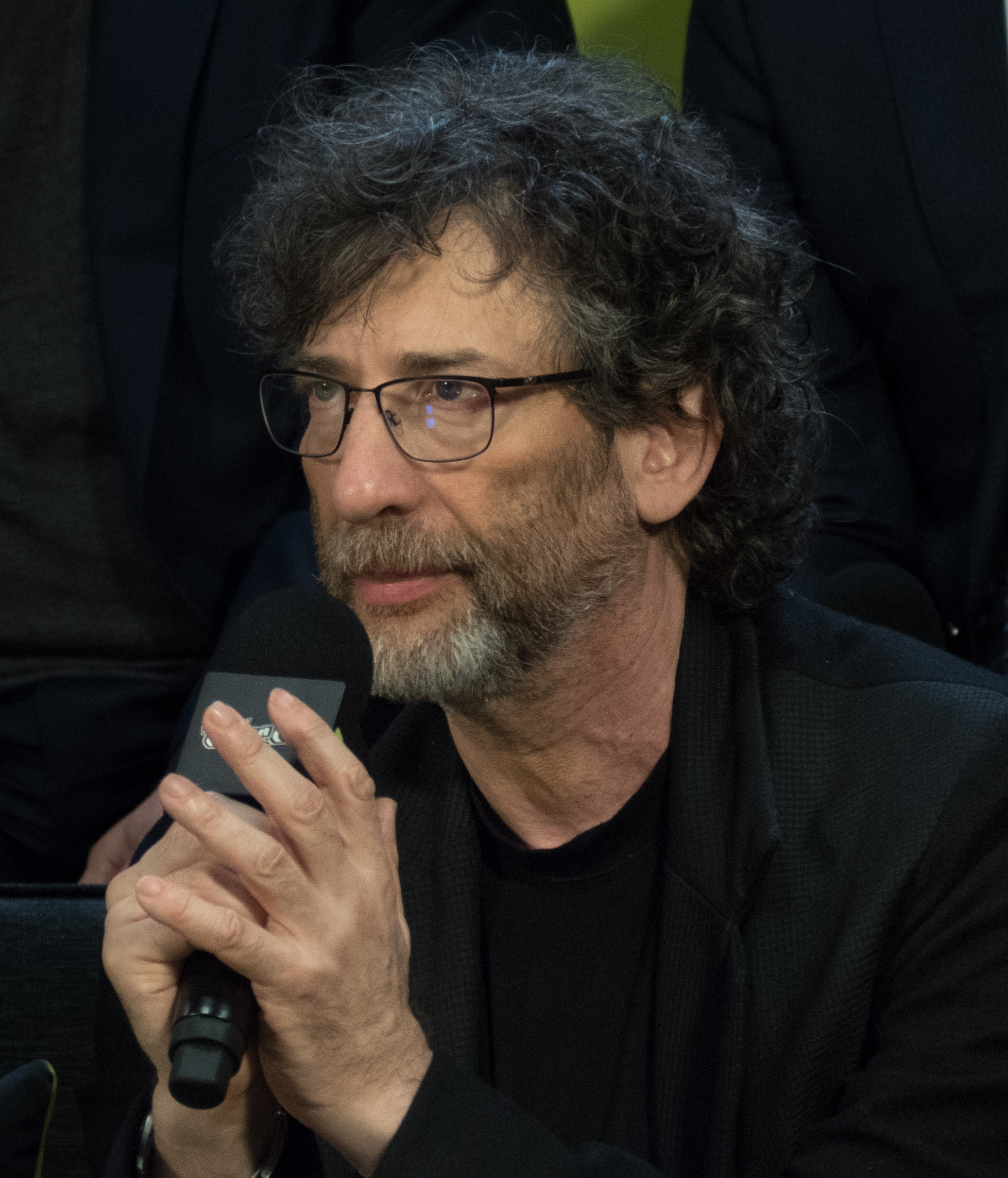
Neil Gaiman v roce 2018

S Terrym Pratchettem napsal román z žánru humorné fantasy Dobrá znamení, příběh o zrození Antikrista a blížícím se Armageddonu, aktivně sabotovaném andělem Azirafalem a démonem Crowleym, kteří si
tento svět příliš oblíbili.
Napsal také román Američtí bohové,
na který volně navázal knihou Anansiho chlapci. Američtí bohové jsou příběhem úpadku starých bohů po příchodu do Nového světa, a střetem mezi původními bohy (Odin, Thor, Černobog, Fae…) a bohy moderními (Media, Počítačový kluk…). Anansiho chlapci jsou příběhem dvou synů Anansiho, pavoučího boha, který před několika tisíci lety ukradl příběhy Tygrovi a tím změnil svět.
Jednou z jeho dalších knih je Hvězdný prach, pohádka o chlapci, synovi člověka a dívky z říše kouzel, a o jeho cestě za spadlou hvězdou, kterou přislíbil své lásce za její ruku. Neil se neopomněl zmínit, že na této knize nespolupracovalo žádné dítě, čehož on nelituje.
Kromě již uvedených děl napsal „pohádku“ Koralina. Jde o klasický pohádkový příběh o malé holčičce, které zlá čarodějnice ukradla rodiče a ona je musí najít, nebo se stane bezduchou loutkou. Příběh je však napsán tak, že patří k poměrně dobře vykresleným hororům.
Kromě románů píše Neil Gaiman také písně, básně, povídky a filmové a televizní (Pán času) scénáře. Kromě již zmíněného seriálu Nikdykde napsal scénář k filmu Maska zrcadla, na kterém spolupracoval s režisérem filmu Davem McKeanem. Jeho romány Hvězdný prach a Koralina se dočkaly filmové adaptace, Hvězdný prach s Robertem De Nirem, Michelle Pfeifferovou a Claire Danesovou v hlavních rolích.
Většinu díla Neila Gaimana je možno zařadit pod žánr urban fantasy, což je, poněkud zjednodušeně, fantasy odehrávající se na pozadí skutečného světa, často města. Gaiman o sobě tvrdí, že od mala toužil vyprávět příběhy. Většina jeho čtenářů hodnotí jeho knihy a příběhy jako originální, čtivé a velmi osobité.

## Dílo
Komiksová série o Sandmanovi
- Sandman: Preludia a nokturna (1988–1989)
- Sandman: Domeček pro panenky (1989–1990)
- Sandman: Krajina snů (1990)
- Sandman: Údobí mlh (1990–1991)
- Sandman: Hra o Tebe (1991–1992)
- Sandman: Báje a odlesky (1991–1993)
- Sandman: Krátké životy (1992–1993)
- Sandman: Konec světů (1993)
- Sandman: Blahovolné (1994–1995)
- Sandman: Tryzna (1995–1996)
- Sandman: Kniha snů (1996)

Jiné komiksy (výběr)
- Vraždy a housle (1987, ilustrováno Davem McKeanem)
- Sandman: Věčné noci (2003, příběhy napsané na motivy Sandmana)

Romány
- Dobrá znamení (1990, společně s Terrym Pratchettem)
- Nikdykde (1996, románová verze televizního seriálu z téhož roku)
- Hvězdný prach (1999)
- Američtí bohové (2001)
- Koralina (2002)
- Anansiho chlapci (2005, volné pokračování románu Američtí bohové)
- Mezisvět (2007, společně s Michaelem Reavesem)
- Kniha hřbitova (2008)
- Stříbrný sen (2013, společně s Michaelem Reavesem a Mallory Reavesovou)
- Oceán na konci uličky (2013)
- Eternity's Wheel (2015, společně s Michaelem Reavesem a Mallory Reavesovou)

Povídkové sbírky
- Angels and Visitations (1993)
- Kouř a zrcadla (1998)
- Křehké věci (2006)
- M Is for Magic (2007)
- Předběžné varování (2015)

Ostatní (výběr)
- Nepropadejte panice! (1988, průvodce k trilogii Stopařův průvodce po Galaxii, kterou napsal Douglas Adams)
- Odd a mraziví obři (2008)
- Naštěstí (ne)máme mléko (2013)
- Severská mytologie (2017)
- Pirátský guláš (2020)

Film
- A Short Film About John Bolton (2003, krátkometrážní film napsaný a režírovaný Neilem Gaimanem)
- Maska zrcadla (2005, Gaiman je spoluautorem námětu a autorem scénáře)
- Hvězdný prach (2007, podle stejnojmenného románu Neila Gaimana, který u filmu působil jako producent)
- Beowulf (2007, Gaiman je spoluautorem scénáře)
- Koralína a svět za tajnými dveřmi (2009, podle Gaimanova románu Koralina)
- Jak balit holky na mejdanech (2017, podle povídky „Jak si na večírku povídat s děvčaty“ Neila Gaimana, který u filmu působil jako výkonný producent)

Televize
- Neverwhere (1996, Gaiman je autorem seriálu a spoluscenáristou všech dílů)
- Babylon 5 (1998, scénář k dílu „Day of the Dead“)
- 10 Minute Tales (2009, Gaiman napsal a režíroval díl „Statuesque“)
- Pán času (2011–2013, scénář k dílům „Doktorova žena“ a „Noční můra ve stříbrné“, scénář k bonusové DVD miniepizodě „Rain Gods“)
- Lucifer (2016–2021, volně na motivy Gaimanovy komiksové postavy Lucifera)
- Neil Gaiman's Likely Stories (2016, čtyřdílná minisérie na motivy čtyř povídek Neila Gaimana, který u seriálu působil v roli výkonného producenta)
- Američtí bohové (2017–2021, na motivy stejnojmenného románu Neila Gaimana, který u seriálu působil v roli výkonného producenta a který také je spoluautorem scénáře dílu „House on the Rock“)
- Good Omens (od 2019, na motivy stejnojmenného románu Terryho Pratchetta a Neila Gaimana, který u seriálu působil v roli výkonného producenta a který také je scenáristou či spoluscenáristou všech dílů)
- The Sandman (od 2022, na motivy stejnojmenného komiksu Neila Gaimana, který je zároveň spoluautorem seriálu, výkonným producentem a spoluscenáristou úvodního dílu „Sleep of the Just“)
- Dead Boy Detectives (2024, na motivy Gaimanových komiksových postav Dead Boy Detectives; Gaiman u seriálu působil také jako výkonný producent))
- Anansi Boys (na motivy stejnojmenného románu Neila Gaimana, který u seriálu působil v roli výkonného producenta a který také je scenáristou dvou dílů)